# Stigmatophora palmata
Stigmatophora palmata är en fjärilsart som beskrevs av Moore 1878. Stigmatophora palmata ingår i släktet Stigmatophora och familjen björnspinnare. Inga underarter finns listade i Catalogue of Life.